# Système éducatif en Haïti

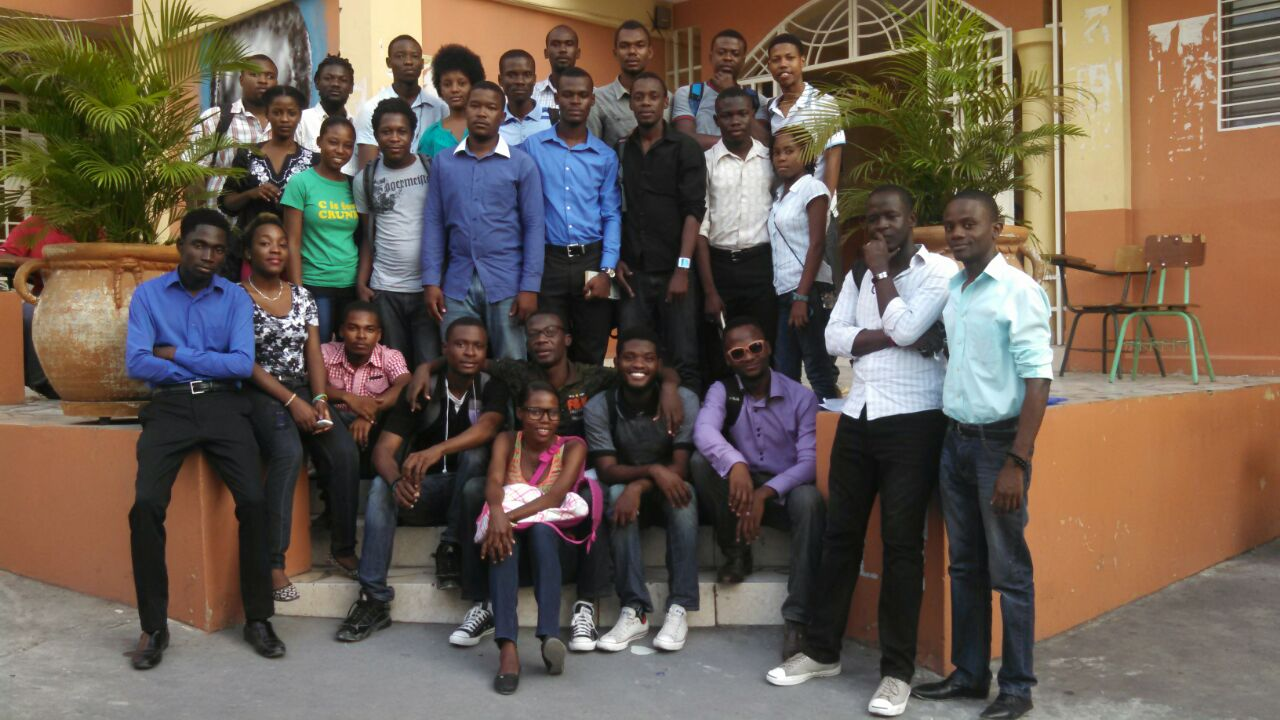
Réseau des jeunes bénévoles des classiques des sciences sociales.

Le système éducatif en Haïti est modelé sur le système français, et est sous la responsabilité du ministère de l'éducation nationale haïtienne.

## Histoire

### Des origines jusqu'en 1860
« Durant l’époque coloniale, l’enseignement n’existait pour ainsi dire pas. »

— Maurice Dartigue, 1804-1938
Avec le gouverneur général Toussaint Louverture, en 1801, un premier système éducatif fut créé et sa gestion relevait de la responsabilité de la commission municipale. L’article 68 de la constitution de 1801 stipulait : « Toute personne a la faculté de former des établissements particuliers d’éducation d’instruction pour la jeunesse sous l’autorisation et la surveillance des administrations municipales. »
De 1801 à 1843, l’école était sous la responsabilité de la mairie.
Après la proclamation de l’indépendance par l’Empereur Jean-Jacques Dessalines, la Constitution de 1805 promulguait en son article 19 : « Dans chaque division militaire, une école publique sera créée pour l’instruction de la jeunesse. » On ne comptait alors que six écoles en Haïti. La constitution de 1806 ne fait aucune mention de l’enseignement public. Tandis que celle du 9 mars 1807 en ses articles 34 et 35 stipulait d’une part : « Il sera établi dans chaque division une école centrale et des écoles particulières dans chaque arrondissement ». Et d’autre part : « Il sera cependant loisible (permis de faire) à tout citoyen de tenir des maisons d’éducation particulière. » Le traitement des professeurs et instituteurs ainsi que la police des écoles seront réglés par une loi particulière. C’est la constitution de 1816, qui, la première, énonça le principe de l’enseignement primaire gratuit. (Pressoir, 1804-1915).
Puis, vers 1818, une ordonnance du Roi Henri Ier organisa l’instruction publique dans ses États sous la direction Royale composée de 15 membres (Pressoir, 1935). Le pays était divisé en deux blocs, le grand Nord et le grand Sud :
1. Dans le Grand-Nord, Christophe travaillait beaucoup pour le système. Il y avait tous les niveaux de l’enseignement : primaire, secondaire, professionnel et des embryons d’université[2]. Christophe était lui-même inspecteur d’école[1] et se renseignait quotidiennement sur le fonctionnement des établissements[3].
2. Dans l’Ouest, l’école était en hibernation. Cependant, le gouvernement de Pétion subventionna quelques écoles privées bien que la constitution de 1816 prônait la gratuité. Alexandre Pétion refusa les services de l’institution « La British and Foreign School Society ». Toutefois, elle envoya à Port-au-Prince, l’instituteur Thomas Bosworth, qui ouvrit une école lancastérienne en 1816 à Pétionville. Pétion décida que cette école soit une école nationale. Une autre école fut créée aux Cayes en 1821. Malheureusement, Bosworth mourut la même année[3].

De là, en 1820, il n’y avait que 4 écoles nationales urbaines, destinées, à l’instruction gratuite élémentaire des enfants des citoyens tant civils que militaires pour avoir rendu service à la patrie (Pressoir, 1804 – 1915). À cette époque, le Roi Henri Christophe fit venir dans le royaume Nord des instituteurs de Londres, qui fondèrent 11 écoles monitoriales (Pressoir, 1804-1915).
Et, le 7 janvier 1844, marqua la naissance du 1er organe chargé de gérer l’éducation en Haïti, avec pour Ministre Honoré Féry (Lois et Actes, tome VIII, pp. 437-438). La constitution de 1843, celle de Charles Hérard Aîné, en son article 31 stipulait : 

« l’enseignement est libre »

.

Toutefois, la constitution de 1846, à l’article 36 déclarait : 

« L’enseignement est libre et des écoles sont distribuées graduellement, à raison de la population »

— Riché, 1846
. Par la suite, la constitution Impériale de 1849, sous la direction de Faustin Ier promulguait dans l’article 35 : 

« l’enseignement est libre et des écoles sont construites en fonction des besoins de la société »

— Riché, 1846
.
De plus, la période de 1844 à 1860 annonçait les premières réformes avec : « Francisque Elie Dubois, Jean-Baptiste Damien» Rappelons que c’est avec Damien que l’on a eu la création du premier plan national d’éducation et la première école normale pour la formation des instituteurs. Mais, Élie Dubois fut le premier à établir les écoles nationales rurales.

### De 1860 jusqu'à 1960

#### Sous le gouvernement de Geffrard (janvier 1859 – mars 1867)
Le gouvernement de Geffrard F. Nicolas demeure, au cours du XIXe siècle, le seul gouvernement d’Haïti à avoir accordé beaucoup plus d’importance à l’éducation. «La mise en place des écoles congréganistes ou confessionnelles date de 1860 et n’ont connu ni modification, ni changement à ce jour. Les pratiques, les modes de gestion, les structures, les modalités d’enseignement et d’apprentissage restent inchangées à travers le temps et l’espace. » Plusieurs réalisations relatives à l’éducation ont été identifiées : l’École nationale de Médecine, une école de musique, une école de droit… À noter que ce gouvernement a connu successivement 6 ministres de l’Instruction publique sur une période de 33 mois. En dépit de tout, à la fin de son gouvernement, (1867), le pays a connu « une diminution d’écoles » due à l’instabilité de son gouvernement.

#### Sous le gouvernement de Sylvain Salnave (juin 1867 – décembre 1869)
En matière d’éducation, grande chose n’a pas été retenue sous la présidence de Salnave pour cause d’instabilité ponctuée par des luttes paysannes (cacos, piquets). Toutefois, des efforts de prendre le contrôle du système éducatif ont été constatés. À titre d’exemples, l’article 29 de la Constitution de 1867 stipule : « L’enseignement est libre. La liberté d’enseigner s’exerce selon les conditions de capacité et de moralité déterminées par la loi et sur la haute surveillance de l’État. Cette surveillance s’étend sur tous les établissements d’éducation et d’enseignement, sans aucune distinction ».

#### Sous le gouvernement de Michel Domingue (juin 1874 – avril 1876)
À cette époque, le ministère de l’Instruction publique a été dirigé par Thomas Madiou. Ce dernier rapportait que « 19 250 élèves fréquentaient les écoles publiques et 3 914 écoles privées sur une population de 1151099 habitants. 30 % de cette population était d’âge scolaire ». « Pour la première fois, hormis le régime politique d’Henri Christophe, dans l’histoire de l’éducation en Haïti, l’instruction primaire est déclarée non seulement gratuite, mais encore obligatoire ».

#### Sous le gouvernement de Salomon (octobre 1879 – août 1888)
Sous l’administration de Salomon, beaucoup d’importances étaient accordées à la « réorganisation » des écoles publiques : arrivée d’une mission de professeurs français dans le cadre d’une coopération française en éducation, distributions de matériels et de fournitures classiques aux apprenants, ouvertures d’écoles primaires rurales, réorganisation de l’école nationale de droit…

#### La fin duXIXesiècle– le débutXXesiècle
Grande chose n’a pas été retenue de la fin du XIXe siècle et du début du XXe siècle, due aux crises socio- politiques, économiques… qu’a connu Haïti. Toutefois, selon Louis Auguste Joint, le président Nord Alexis relate : « Que l’école soit au premier centenaire de l’indépendance d’Haïti ». Il a ouvert le Lycée de Jérémie qui porte son nom.

#### L’occupation américaine (1915 – 1934)
Cet événement majeur a eu un impact marquant sur le système éducatif haïtien. Au cours de cette période, l’éducation haïtienne a été le lieu d’une confrontation de deux cultures : française et anglo-saxonne. Cette dernière, en fonction du contexte de l’époque s’imposait qu’au point que Maurice Dartigue, « formé à l’école américaine », aura la charge de gérer le système.
Bilan: 12 fermes écoles opérationnelles et 8 autres en construction; l’école centrale d’agriculture qui formait des experts agricoles, des enseignants pour les fermes; 380 écoles urbaines, 631 écoles rurales avec 73 196 inscrits dont 55 762 élèves réguliers. En plus des lycées et quelques rares instituts publics d’études supérieures, on pouvait compter aussi 56 écoles congréganistes et 28 écoles privées indépendantes. L’écrivain Paul Moral (1961) parle des occupants qui avaient stratégiquement utilisés l’éducation pour asseoir leur domination.

#### Fin de l’occupation américaine (1934) à 1960
La constitution de 1935 a été ratifiée sous la présidence de Sténio Vincent. L’article 11 stipule que: «L’enseignement est libre. La liberté de l’enseignement s’exerce sous le contrôle et la surveillance de l’État, conformément à la loi. L’enseignement primaire est obligatoire. L’instruction, jusqu’à l’enseignement secondaire, inclusivement, est gratuite, sans préjudice des conditions d’admission établies par la loi. Les établissements supérieurs de l’État sont ouverts aux jeunes gens qui remplissent les conditions prescrites par la loi et les règlements.
En 1941, Maurice Dartigue fut nommé ministre de l’Instruction. Il essaya de créer un corps enseignant compétent et des programmes de perfectionnement des cadres scolaires au point qu’on parle de « réforme Dartigue ». Agissant ainsi, ce ministre recherchait l’efficacité du système d’enseignement tout entier. Tardieu, rapporté par François Enocque, souligne que « Dartigue lancera la plus importante réforme de l’enseignement en Haïti. Aucun secteur n’est négligé aux dépens de l’autre et tous les moyens sont mis à contribution pour aborder les problèmes sous tous les angles ».
Après l’occupation américaine l’augmentation du nombre d’écoles catholiques a été observée au cours des années 1940 -1950, inaugurée par l’arrivée de nouvelles congrégations religieuse, enseignantes et étrangères.
En 1997, une loi de planification a été votée, ayant pour but sur 10 ans l'accès pour tous à une éducation de qualité. Le budget alloué à l'éducation est ainsi passé de 9 % du budget national en 1997 à 22 % en 2000, afin de couvrir les dépenses liées aux repas, aux uniformes, et aux transports scolaires. En 2002, 30 000 éducateurs et 700 000 livres scolaires viennent s'ajouter au dispositif. Globalement, le taux de fréquentation des écoles est passé de 20 % en 1994 à 64 % en 2000. Cependant, le système doit toujours faire face à certaines carences, notamment en enseignants qualifiés, et à certaines inégalités persistantes, la population rurale étant toujours sous représentée dans les salles de classe.

### Réformes récentes
En 1982 la Réforme Bernard consacre les deux langues officielles d'Haïti comme langues d'enseignement.
Le créole haïtien devient la principale langue d'enseignement pendant les cinq années de l'enseignement fondamental (enseignement primaire), le français demeure selon les écoles une langue enseignée ou une langue d'enseignement.
Faute de manuels suffisants en langue créole, le manque de matériels pédagogiques adaptés et la formation inadéquate des enseignements, la Réforme Bernard a souffert de cruels moyens financiers pour la rendre efficace. Néanmoins cette réforme éducative a ouvert des perspectives nouvelles au système éducatif haïtien.

#### Aperçu sur la réforme éducative de Bernard
Plusieurs réformes ont vu le jour dans le système éducatif haïtien. L'une des plus récentes est la réforme communément appelé "Réforme Bernard". Cette réforme, commencée officiellement en 1979, a été stoppée par décision ministérielle en 1982. Ce moratoire a duré de 1982 à 1986. Il faut aussi rappeler que par décision du ministre de l'éducation d'alors, ce moratoire a été maintenu de 1986 à 1987 sous prétexte que la conjoncture socio-politique du pays n'était pas propice à la reprise des activités relatives à la réforme éducative.
Cette réforme a proposé une réorganisation du système éducatif basée sur la mise en place d'un enseignement fondamental de neuf (9) ans. Cette période de neuf ans est décomposée en trois cycles dont le premier est de quatre ans; le second de deux ans; et le troisième cycle de trois ans. Au terme de ce cheminement, l'élève doit accéder à un nouveau secondaire de trois ans aussi. Et celui aboutit à un baccalauréat général ou spécialisé autrement dit (technique ou pédagogique).
Cette initiative a apporté une nouvelle dynamique dans le milieu éducatif. Elle encourage également de nombreux professionnels haïtiens de la diaspora à revenir prêter leurs services au secteur.
Décembre 1987 marque le début de la reprise officielle de la réforme éducative sous la direction de l'Institut Pédagogique National (IPN), fraîchement restructuré. C'est dans ce cadre institutionnel avec la participation de tous les partenaires sociaux de l'éducation qu'ont été élaborés tous les curricula de l'école fondamentale (EF), de la 1re à la 9e Année Fondamentale, au cours de l'exercice 1988-1989.
En mars 1989, un décret rendant officiel tous les documents dénommés "curricula de l'école fondamentale" a été promulgué. Ce décret a donc donné une base légale aux activités de la réforme et par la même occasion ordonnait la mise en implantation progressive des programmes rénovés dans toutes les écoles de la République.
Dans le cadre de cette réforme, de nouveaux manuels scolaires sont publiés par des auteurs haïtiens. Un comité national de curriculum est mis en place ainsi qu'une Direction de la Planification. Des efforts sont accomplis et des structures sont mises en place pour développer des curricula et des manuels adaptés.
D'autres innovations importantes ont été apportées et elles sont encore en vigueur. Citons entre autres: utilisation du créole comme langue objet et outil d'Enseignement; introduction et utilisation de nouvelles méthodes pédagogiques dont la pédagogie par objectifs; réorganisation des cycles d'apprentissages; formalisation des démarches de formation continuelle des enseignant.e.s ; apprentissage du français parlé dès la 1re année; participation active de l'élève au processus d'apprentissage, etc.

#### Les grands moments de la réforme éducative de Bernard[réf.nécessaire]
- 1977-1979: début de la réforme du système éducatif haïtien
- 1979-1980: constitution du comité National de curriculum
- 1980: suppression des examens officiels de CM II
- 1980-1981: expérimentation des livres du 1er cycle par l'I.P.N.
- Août 1982: publication du livret vert, premier document officiel d'information sur la réforme.
- 1982-1987: Période d'hibernation de la réforme. Moratoire décidé par le MENJS sur les activités d'expansion de la réforme.
- 1986-1987: reprise des activités de la réforme dans une perspective nouvelle. Restructuration de l'I.P.N.
- 1987-1988: élaboration des programmes des 3 cycles de l'école fondamentale (1er, 2e et 3e cycles)
- Mars 1989: promulgation du décret déclarant officiels les programmes des 3e cycles de l'école fondamentale
- Juillet 1991: tenue officielle sur tout le territoire national des examens de 6e et de 9e années
- Mars 1992: publication de la circulaire ministérielle mettant en vigueur le décret du 6 mars 1989 en rendant officielle la tenue des évaluations pour les classes de 6e.

#### Le Plan National d'Éducation et de Formation (PNEF)
Des efforts de concertation initiés en décembre 1993 ont abouti à l'élaboration d'un Plan National d'Éducation et de Formation (PNEF) qui est encore actuel. Les consultations ont conduit à la mise en place du Bureau Exécutif du PNEF 2004 grâce à la coopération de l'UNESCO, de l'UNICEF et de l'USAID.
Selon Jacques Édouard Alexis, Ministre de l'Éducation, le PNEF s'inscrit dans l'optique de la société moderne. Il est l'expression d'une rupture avec le passé, pour laquelle l'école reçoit la mission de préparer les Haïtiens.
Le PNEF comprend quatre (4) grands programmes et de nombreux projets. Les programmes sont ainsi définis: renforcement de la qualité de l'Éducation; expansion de l'offre scolaire; augmentation de l'efficacité externe du système; renforcement de la gouvernance du système.

#### Plan opérationnel 2010-2015
Le système éducatif haïtien comprend les secteurs formel et non formel. Le secteur non formel s’occupe de l’alphabétisation et la post-alphabétisation des adultes âgés de 15 ans et plus.

Quant au secteur formel, en plus de la formation technique et professionnelle, il s’organise selon quatre grands niveaux : (i) l’éducation préscolaire; (ii) l’enseignement fondamental (iii) l’enseignement secondaire et (iv) l’enseignement supérieur. L’éducation préscolaire, destinée aux enfants de 3 à 5 ans, n’est pas obligatoire.

## Le système actuel
La plupart des établissements d'enseignement en Haïti dépendent du domaine privé, soit d'institutions religieuses, soit de partenaires internationaux (Canada, France, ou États-Unis), et totalisent 90 % des jeunes scolarisés.
Le système éducatif haïtien comprend les secteurs non formel et formel. Le premier s’occupe de l’alphabétisation et la post-alphabétisation des personnes âgées de 15 ans et plus.
Quant au deuxième, il s’organise selon cinq grands niveaux : (i) l’éducation préscolaire; (ii) l’enseignement fondamental (iii) l’enseignement secondaire, (iv) l’éducation professionnelle et (v) l’enseignement supérieur.
Elle s’adresse aux enfants de 3 à 5 ans, n’est pas obligatoire. Elle vise l’éveil et la stimulation de l’enfant aux plans émotionnel, physique et social.

En 2007, le sous-secteur préscolaire a été identifié comme étape importante de la vie de l’enfant et de son développement. Cet engagement de l’État permettra, entre autres, de mieux préparer les enfants par des aptitudes sociales et cognitives - à une bonne transition vers le fondamental et, par voie de conséquence, mieux combattre l’échec scolaire dans les deux premiers cycles.

### Enseignement fondamental
Haïti compte 15 200 écoles primaires, 90 % étant dirigées par des communautés locales, des organisations religieuses, ou des ONG.

Le taux de fréquentation est de 67 %, mais seuls 30 % atteignent la fin du système primaire.

L’enseignement fondamental doit être complet et organisé en trois cycles. Les deux premiers cycles qui vont de la 1re année fondamentale à la sixième année fondamentale (quatre ans pour le premier cycle et deux ans pour le deuxième), sont obligatoires et gratuits sur le plan légal. Ils forment l’éducation de base correspondant à l’enseignement primaire (dans le système traditionnel) et concernent les enfants âgés de 6-11 ans. Le troisième cycle, rattaché aux premiers, regroupera les trois premières classes du secondaire traditionnel de 7 ans dont la réorganisation est en expérimentation depuis 2007. Après trois ans de scolarisation, ils subissent un examen officiel de 9e année qui donne accès à l’enseignement secondaire du territoire. La réalité d’aujourd’hui est que la quasi-totalité des écoles fondamentales n’ont que les deux premiers cycles. Ces années d’enseignement sont sanctionnées par une attestation d’éducation de base qui est une mesure transitoire en attendant la génédéfiniti

### Enseignement secondaire
Environ 20 % des enfants d'une classe d'âge y sont inscrits.

Le sous-secteur du secondaire, dans l’esprit de la réforme Bernard de 1982, devait faire l’objet d’une réorganisation où les trois premières années d’études seraient rattachées aux deux premiers cycles du fondamental et l’enseignement dispensé en quatre ans serait organisé en trois filières : (i) une filière d’enseignement général qui prépare des élèves à la poursuite d’études supérieures ; (ii) une filière d’enseignement technologique qui formerait des techniciens pour le marché et ; (iii) une filière d’enseignement pédagogique dont la vocation serait de former des enseignants qualifiés au plan académique et pédagogique, pour intervenir dans les deux premiers cycles de l’enseignement fondamental.

Il est à noter que le ministère de l'Éducation nationale et de la formation professionnelle (MENFP) prévoit dans son programme orgasationnel(P.O)  le pilotage d’un nouveau Secondaire de quatre ans avec des filières différentes.

### Enseignement professionnel
La formation professionnelle à l’heure actuelle représente pour Haïti un atout, mais aussi une pierre d’achoppement. Car, une école professionnelle ne fonctionne pas à l’instar d’un simple collège. Celle-là doit sans cesse faire face à de nombreuses exigences telles que : le renouvellement des équipements techniques, la qualification constante des formateurs dans les technologies les plus récentes qui ordinairement réclament des dépenses exorbitantes. Or, les dépenses souvent consenties par les gouvernements locaux sont habituellement très dérisoires et d’autre part, on a affaire à des destinataires qui pour la plupart proviennent des parents de très faibles moyens économiques

La réforme de ce sous-secteur, envisagée depuis 1989, pour le rendre plus pertinent et plus efficace, n’a pas eu de suite pour diverses raisons. En 1997-1998, plus de 7 ans après ces premières tentatives de réforme, le plan national d'éducation et de formation (PNEF)  a fait de la formation professionnelle sa seconde priorité et a engagé une démarche de réforme qui, malheureusement, est restée en plan.

### Enseignement supérieur
L'éducation supérieure est dispensée dans des universités et dans d'autres institutions privées. Elle est sous la responsabilité du ministère de l'Éducation. Les universités sont données en .

L’enseignement supérieur en Haïti est composé d’une part, du secteur public qui comprend l’Université d’État d’Haïti, les universités publiques établies dans certaines villes de province ainsi que d’autres institutions publiques d’enseignement supérieur rattachées à des ministères particuliers, et, d’autre part, du secteur privé comprenant également un nombre de plus en plus élevé d’universités et d’institutions d’enseignement supérieur

L’université, a la noble mission de préparer les ressources spécialisées pour le développement du pays.

## Le cadre législatif

### Constitutions
L’éducation haïtienne est riche en matière de textes de lois : 29 constitutions de 1801 à 1987 dont 16 au XIXe siècle et 12 au XXe siècle. Nombre de lois de décrets d’arrêtés, de circulaires, de rapports, de conventions et de décisions portant sur l’éducation ont été adoptés. La quasi-totalité des constitutions ont affirmé l’universalité et la gratuité de l’instruction. Elles postulent que l’instruction publique est gratuite et que la loi aura à définir les conditions de la jouissance. Cependant rares sont les lois qui viennent définir les conditions et les moyens en question. De 1801 à 1901, il faut attendre cent ans environ pour que la première loi vienne encadrer l’instruction.

### XIXesiècle
L’article 68 de la constitution de 1801, la première dans l’histoire haïtienne, stipule que « toute personne a la faculté de former des établissements particuliers d’éducation et d’instruction pour la jeunesse sous l’autorisation et la surveillance des administrations municipales ». La prochaine constitution dans son article 19 déclare que: Dans chaque division militaire, une école publique sera établie pour l’instruction de la jeunesse. Les constitutions de 1806 et de 1811 n’ont consacré aucun article sur l’éducation.
Par ailleurs, dans la constitution de 1816, on peut lire : il sera aussi créé et organisé une institution publique commune à tous les citoyens gratuite à l’égard des parties d’enseignement, indispensables pour tous les hommes et dont l’établissement seront distribués graduellement dans un rapport combiné avec la division de la république. La constitution de 1843 de Jn P. Boyer dans son article 31 mentionne que: l’enseignement est libre, et des écoles sont distribuées gratuitement à raison de la population. Chaque commune a des écoles primaires de l’un et de l’autre sexe, gratuites et communes à tous les citoyens. Les villes principales ont, en outre, des écoles supérieures ou sont enseignées les éléments des sciences, des belles-lettres et beaux-arts. Article 37 : l’emploi des langues usitées en Haïti est facultatif, il ne peut être réglé que par loi et seulement pour les actes de l’autorité publique et pour les affaires judiciaires.
La constitution de 1867 quant à lui, dans son article 29, déclare que l’enseignement est libre. La liberté d’enseigner s’exerce selon les conditions de capacité et de moralité déterminée par la loi, et sous la haute surveillance de l’État. Cette surveillance s’étend sur tous les établissements d’éducation et d’enseignement, sans aucune distinction. Chaque commune a des écoles primaires de l’un et l’autre sexe, gratuites et communes à tous les citoyens. Ces écoles sont distribuées graduellement à raison de la population. Il sera créé également par l’état, aux centres des sections rurales, des écoles primaires agricoles, dans l’intérêt de la propagation de l’instruction dans les masses. Les villes principales ont, en outre, des écoles supérieures ou secondaires où sont enseignées les éléments des sciences, des belles lettres et des beaux-arts.
Deux articles sont consacrés à l’éducation dans la constitution de 1874. L’enseignement est libre. L’enseignement primaire est gratuit et obligatoire. Les écoles primaires sont fondées graduellement, en raison de l’importance des populations. L’article 34 stipule que la liberté de l’enseignement s’exerce selon les conditions de capacités et de moralité déterminées par la loi, avec l’autorisation et sous la haute surveillance du gouvernement. Cette surveillance s’étend sur tous les établissements d’éducation et d’enseignement, sans aucune distinction. Une école d’art et métiers sera créé dans chaque chef-lieu de département.
Ce qu’il convient de remarquer, c’est que les 16 constitutions élaborées au XIXe siècle traduisent toutes une certaine volonté de la part des dirigeants de la nouvelle nation de faire l’éducation des masses et des jeunes.

### Conventions
Haïti est aussi signataire de certaines conventions internationales en lien avec l’éducation dont voici quelques-uns : l’article 26 de la déclaration universelle des droits de l’homme, la convention de San Jose, pacte est relatif aux droits civils et politique, la convention relative aux droits des enfants, celle relative à la lutte contre la discrimination dans l’enseignement (article 28, 29 consacrant une attention particulière aux enfants en situation difficile), la convention américaine relative aux droits humains consacrant, dans son préambule la culture comme la plus haute manifestation de l’esprit ratifiée par Haïti en 1977. En outre l’État haïtien admet que tout document international signé et ratifié par le pays fait partie intégrante de la législation haïtienne,.

### Décrets
Pour faire avancer l’appareil éducatif, certains décrets ont été adoptés par le pouvoir exécutif. Ce sont : Le décret de 1974 sur la création et la fermeture d’une école privée, de celui du 7 mars 1978 proclamant la fusion de l’enseignement primaire rural et l’enseignement primaire urbain en un service unique : l’enseignement primaire haïtien, ce décret étant considéré comme étant le premier pas indispensable vers la réforme du système éducatif haïtien. Puis ce fut le décret du 30 mars 1982 visant le remplacement du système traditionnel par une approche plus pratique adaptée au milieu haïtien consacrant la réforme de Bernard. La loi du 23 octobre 1984 créée par la secrétairerie d’État, le décret de 1985 organisant la formation professionnelle et technique par le biais de l’institut de formation professionnelle (INFP) ainsi que le décret du 8 mai 1989 créant la direction de formation et de perfectionnement.

### Ce que traduit ce cadre légal
À travers les constitutions haïtiennes du XIXe siècle, des conventions, lois et décrets adoptés par les différents gouvernements haïtiens, on peut déceler au moins une tendance majeure qui a marqué les préoccupations des chefs d’État et des constituants. C’est celle de l’inclusion et de l’ouverture sur les autres catégories sociales que celles de l’État. L’instruction publique est déclarée ouverte à tous les enfants. Cependant, les conditions fixées à l’entrée, la résistance des élites traditionnelles, l’absence de motivation et d’habitudes de fréquentations solaires chez la majorité de la population et la marginalisation courante de celle-ci ont eu le dessus sur les déclarations de principes aussi bien que sur certaines entreprises parfois en termes d’accessibilité de l’instruction.

## Les enjeux du système

### Offre et accès
D’après les chiffres du dernier recensement scolaire réalisé par la Direction de la Planification et de la Coopération externe (DPCE) du ministère de l’Éducation nationale et de la Formation professionnelle (MENFP), l’enseignement classique compte 3 378 790 élèves. Le tableau suivant présente en valeur absolue le nombre d’écoles et d’élèves pour chaque niveau d’enseignement.
Le nombre d’écoles offrant un service préscolaire s’élève à 9,355 dont 1175, exclusivement, pour ce niveau d’éducation. 544 474 enfants ont accès à ce sous-secteur. La majorité des centres préscolaires, soit 93,58 %, appartiennent au secteur non public. Les centres préscolaires sont de petites tailles, parce que 71,03 % ont moins de 99 enfants. On a dénombré au niveau des monitrices / moniteurs un effectif total de 19 851 dont 18 253 sont des femmes, soit 91,95 %. 53,20 % en milieu urbain sont des normaliens contre 11,22 % en milieu rural.
Dans les deux premiers cycles de l'enseignement fondamental, les écoles publiques représentent 12 % du parc scolaire. La situation est la même pour l’enseignement du 3e cycle fondamental et du secondaire. Dans l’ensemble du pays le secteur non public occupe 88 % du parc scolaire national contre 12 % du secteur public.
Le recensement scolaire 2010-2011 a permis de dénombrer globalement 13 599 écoles et 2 210 221 élèves dont 1 090 027 filles (parmi ces élèves 0,14 % sont des handicapés). Le secteur public accueille 22,02 % de ces élèves (soit 486 620 élèves) contre 77,98 % (soit 1 723 601) pour le secteur non public. Ce niveau d’enseignement compte 70 009 enseignants dont 28 % sont des femmes. Dans le secteur public, 26,73 % des enseignants sont des normaliens, contre 13,05 % dans le secteur non public. La majorité (61,09 %) des enseignants ont entre 20 et 40 ans.
Le nombre d’écoles fondamentales du 3e cycle et du secondaire, recensées à travers le pays, est de 3 477 écoles, les deux secteurs compris. Les établissements publics, même lorsqu’ils sont moins nombreux que ceux du privé, offrent beaucoup plus de places aux élèves. 23 % des écoles nationales de troisième cycle et des lycées comptent moins de 150 élèves contre 52 % dans le privé. Dans ce sous-secteur, on compte 624 095 élèves, dont 313 932 filles, soit (50,3 %).
Les taux brut de scolarisation pour les fondamentaux, 1ers et 2èmes cycles sont respectivement de 143 % et de 39,30 %. Alors que les taux nets de scolarisation pour ces mêmes ordres d’enseignement sont de 87,66 % et 23,54 % selon la même source.

Pour ce qui est de l’enseignement technique et professionnel, les statistiques de l’INFP au 30 juin 2010 font état de 138 centres de formation professionnelle (17 centres publics, 17 centres privés subventionnés et 104 du secteur privé non subventionnés). Il y d’autres centres professionnels et techniques qui sont sous le contrôle d’autres ministères. Le ministère des Affaires sociales et du Travail a sous sa tutelle 209 établissements dont 80 % se trouvent dans le département de l’ouest. De même, il existe des centres de formation professionnelle faisant partie d’un réseau d’établissements fonctionnant sous tutelle du ministère de l’Agriculture, des Ressources Naturelles et du Développement Rural, ils sont au nombre de 10.
L’ensemble de ces établissements qui enseignent des programmes de niveaux EEP, EET et des programmes d’enseignement ménager regroupaient fin 2009 un total de 21 090 participants.

### Alphabétisation et littératie
L'illettrisme touche près de la moitié de la population (55 % des hommes et 51 % des femmes étant lettrés).
Par manque de moyens financiers, l'enseignement public et gratuit n'accueille que 20 % de la population scolaire. Le reste est soit géré par le secteur privé, confessionnel ou non, soit n'est pas scolarisé du tout. La demande sociale d'éducation est très forte et exaspère la population.
Alphabétisme en Haïti
Haïti est le pays de la Caraïbe ayant le taux le plus élevé d’analphabètes. Pourtant plusieurs organismes ont été institués par l’état haïtien pour alphabétiser la partie de la population qui se trouve dans cette situation.
Les premières initiatives dans le domaine de l’alphabétisation remonte aux années 1940 sous le gouvernement d’Elie Lescot. En 1947, le gouvernement de Dumarsais Estimé montait une Direction Générale de l’Éducation des Adultes (DGEA) et édictait une loi d’orientation pour le lancement d’une deuxième « Campagne de désanalphabétisation ». Cette campagne a été inaugurée à Marbial dans le Sud’Est du pays, avec le concours de l’UNESCO, une première mondiale en termes d’expérience pilote d’Éducation des adultes. Ceci dura jusqu’en 1954 et a été présentée officiellement comme expérience- témoin par les Bureaux de l’UNESCO. En 1949, la DGEA est remplacée par un Bureau de l’Éducation des Adultes, (Secrétairerie d’État à l’Alphabétisation).
En 1957, l’avènement de François Duvalier à la présidence du pays permettra le lancement d’une troisième « Campagne d’alphabétisation » qui prendra fin en 1961. En cette même année, l’Office National pour l’Éducation Communautaire (ONEC) est créé et procédera le 14 septembre 1961 au lancement d’une quatrième campagne d’alphabétisation.
En 1967, l'Office National d’Alphabétisation et d’Action Communautaire (ONAAC) est créé en lieu et place de l’ONEC. Le 7 mars 1986, la Mission Alpha, campagne nationale d’alphabétisation créée par l’Église Catholique en juillet 1985 lance officiellement, après une expérience pilote conduite en décembre 1985, sa première grande phase d’alphabétisation dans 74 paroisses du pays, puis une deuxième phase touchant environ 60 000 analphabètes qui sera interrompue brutalement en mai 1988, (Secrétairerie d’État à l’Alphabétisation).
Peu de temps après le lancement de la Mission Alpha, le 20 mai 1986, l’Éducation Nationale procède à la fermeture de l’ONAAC et à son remplacement par l’Office National pour la Participation à l’Éducation Populaire (ONPEP). Au mois d’août 1988, le gouvernement militaire d’Henry Namphy ferme l’ONPEP pour le remplacer par l’Office National d’Éducation Communautaire et d’Alphabétisation (ONECA). En mars 1991, le président Aristide, crée le Bureau National d’Alphabétisation (BNA), mais le coup d’État du 30 septembre 1991 mit fin à tous les espoirs. À son retour d’exil, en 1994, il crée et nomme par arrêté présidentiel une secrétairerie d’État à l’Alphabétisation. En 2001 et 2004, le président Aristide lance une nouvelle campagne nationale d’alphabétisation. (Secrétairerie d’État à l’Alphabétisation).
Résultats de ces différentes campagnes
Les résultats de ces différents programmes sont toujours mitigés car l’orientation politique primait sur l’encadrement technique. À cela s’ajoute une cause profonde : l’absence de synergie dans les actions gouvernementales. Toute action visant à réduire le taux d’analphabétisme doit être attaquée en amont et en aval. Elles ont toujours été expérimentées seulement en aval : tentative d’alphabétiser la population analphabète. En amont, la majorité d’enfants n’avaient pu accéder à l’éducation de base. Donc la source qui alimentait la population analphabète demeurait.
Toutes les campagnes ont essuyé des échecs si bien qu’en 2007, plus de 3 000 000 de personnes âgées de 13 ans et plus ne savaient ni lire ni écrire. Même après 73 ans d’alphabétisation, le degré d’alphabétisme de la population des dix (10) ans et plus est 61,0 % dans l’ensemble du pays. Il est plus élevé chez les hommes que chez les femmes : 63,8 % contre 58,3 %. Le degré d’alphabétisation est de loin meilleur en milieu urbain qu’en milieu rural (80,5 %contre 47,1 %). Le pays compte encore un fort pourcentage d’analphabètes. Pour une population estimée à 10 413 211 habitants il y aurait 57 % d’analphabètes.
Causes
Les causes sont multiples. L’absence de scolarité ou abandon. Cette situation est marquée surtout par l’absence totale d’écoles dans certaines zones rurales. Elles sont nettement éloignées et dans certaines familles, l’école est faite pour les garçons et non pour les filles. On retrouve aussi des cas où les enfants travaillent pour certaines familles, cela occasionne leur non-scolarisation. Les causes s’expliquent aussi par une longue scolarité sans effet qui occasionne un décrochage scolaire. Le faible moyen économique des ménages sans l’appui de l’état pour leur aider à la scolarisation des enfants en est une autre.

### Formation des maîtres
Après l’indépendance d’Haïti en 1804, il n’y avait pas de maitres formés dans le système éducatif haïtien pouvant assurer une éducation de qualité. Le Roi Henri Christophe (Henri Ier) du royaume du Nord faisait venir des maitres du côté de l’Angleterre non seulement pour assurer l’éducation  mais pour rompre tout lien avec l’ancienne métropole française.

Il fallait attendre l’arrivée au pouvoir du président Elie Lescot en 1940 pour que le Ministre Maurice Dartigue vienne avec l’idée d’une réforme mettant l’accent sur une vaste campagne de la formation des maitres.
En 1979, le ministre de l’Éducation Nationale de la Jeunesse et au sport, Joseph Claude Bernard, a entrepris lui aussi une réforme éducative visant de grands changements dans le système particulièrement la formation des maitres.

Selon les objectifs de cette réforme, les maitres devraient être recyclés progressivement pour appliquer les nouvelles méthodes et les programmes de l’enseignement fondamental. Pour les encadrer, des centres de formations professorales devaient être multipliés à travers les districts scolaires du pays. Or, d’après les statistiques du ministère de l’Éducation nationale de 1993/1994, 43,6 % des instituteurs du secteur public sont des diplômés de l’école normale d’instituteur, 22,8 % ont le certificat d’aptitude pédagogique (CAP) et 33,6 % ne sont pas qualifiés. Selon une étude de la PHONEP de la même année, dans le secteur privé, 32,9 % des enseignants du primaire sont des normaliens et 67,1 % ont un niveau d’étude inférieur au brevet d’études primaires (quatrième secondaire). Les enseignants des milieux urbains et suburbains sont plus qualifiés que ceux des zones rurales, car 18 % des derniers contre 3 % des premiers ont un niveau de formation égal ou inférieur au cours moyen deux (CM2, i.e., 6e année fondamentale).
En 1995, sur 2 747 enseignants du niveau secondaire, 360 soit 13 % avait un diplôme de l’école normale supérieure ; 500 soit 18 % ont un autre diplôme universitaire ; 1 315 soit 48 % ne possède que le diplôme du baccalauréat et la formation des autres 556 enseignants n’a pas été identifiée. Entre 1990 et 1995, la catégorie des enseignants bacheliers est passée de 38 % à 48 % de la population enseignante du secondaire. Dans l’ensemble, les enseignants du secteur public sont un peu mieux formé que ceux du secteur privé. Mais, les uns et les autres manquent de formation.
Au niveau universitaire, la majorité des professeurs des études supérieures sont des diplômés de licence ou de maitrise. Jusqu'à présent, les facultés de l’université d’État et quelques nouveaux instituts supérieurs et l’université privée délivrent seulement un diplôme de licence. Dans quelques facultés exceptionnelles comme les facultés des sciences humaines et l’Ethnologie de l’université d’État commencent à former des étudiants au niveau maitrise.
D’autres projets éducatifs succédant la reforme de Bernard de leur cote ont mis l’accent sur la formation des maitres dans le système éducatif haïtien. Le plan national d’éducation et de la formation a beau insiste sur cette question de la qualité de l’éducation.

Cependant pour mieux accomplir la tâche, le ministère de l’Éducation nationale et de la formation professionnelle (MENFP) a mis sur pied tout un ensemble de structures a cote de l’école normale supérieure pouvant prendre en charge cette question de la formation des maitres. Telles : le centre de formation de l’enseignement fondamental qui doit tenir compte de la formation des maitres pour le troisième cycle fondamental, la formation initiale accélérée (FIA) et École fondamentale d’application centre d’appui pédagogique (EFACAP) qui doit assurer la suivi et l’accompagnement professionnel des maitres.

En 2013, un groupe d’enseignants et certains cadres du ministère de l’Éducation nationale poursuivent leurs études en Maitrise en sciences de l’éducation dans un programme de formation décentralisé par l’Université Laval du Québec en partenariat avec l’Université Autonome de Port-au-Prince.

### Échec scolaire
L’échec scolaire constitue un handicap majeur pour le système éducatif haïtien. En effet, environ 30 % des enfants qui fréquentent l'école primaire (école fondamentale) ne rejoignent pas la troisième année.

Le pourcentage de réussite passe de 84 % en 1re Année fondamentale, à 50 % à l'école primaire et atteint le quart au niveau des trois cycles de l'école fondamentale (9e année fondamentale), étude réalisée par le ministère de l'Économie et des Finances (MEF) et l'Institut Haïtien de Statistique et d'Informatique (IHSI) en 2005 sur les conditions de vie en Haïti.
En Haïti, le problème de l’échec scolaire touche un nombre élevé de 76 162 élèves, et ce, au niveau de l’enseignement à l’école fondamentale.

Les données statistiques du ministère de l'Éducation nationale et de la Formation professionnelle (MENFP, 2009) ont indiqué que 97 871 sur un total de 118 537 élèves ont échoué aux examens de la session ordinaire du baccalauréat 2009 sur les dix départements géographiques d’Haïti.
En Rhéto, 10 880 élèves sont admis sur un nombre de 66 881 participantes et participants, tandis qu’en philo 16 861 élèves ont réussi sur un nombre de 51 658 participantes et participants, soit un taux d’échec global de plus de 75 % aux examens de première et deuxième partie du baccalauréat en juin 2009.

Le taux de réussite, pour la session extraordinaire, en Rhéto pour la période 2002-2011 est inférieur à 60 % sauf pour l'année académique 2003-2004. Pour la classe de Philo, le taux de réussite est inférieur à 40 % pour toute la période,
Le problème de l'échec scolaire dans le système éducatif haïtien est lié à la question du bilinguisme. L'échec scolaire des enfants dans le milieu scolaire Haïtien est aussi en rapport avec les conditions physiques de l'école (manque d'infrastructures scolaires, matériels didactiques appropries à l'apprentissage, etc.), les pratiques scolaires, les attitudes des enseignants, l'implication du milieu familial dans la formation des enfants. la situation socio-économique et socio-culturel des enfants influerait sur l’état d’esprit des élèves.
Le système éducatif haïtien est marqué par une importante proportion d’élèves sur-âgés qui engendre l'échec scolaire. Cette proportion passe de 72 % en 2003 à 60,84 % en 2011.
Les causes de ce fait sont d’une part, l’entrée tardive des enfants à l’école pour des raisons économiques d’autre part la faible qualité de l’enseignement et des conditions d’apprentissage qui favorisent le l'échec scolaire.

### Redoublement
La question de redoublement est très considérable dans le Système Éducatif Haïtien. Le "redoublement est déficitaire et pour les parents et pour l’État, et a aussi un impact social négatif sur les élèves".
Les données statistiques disponibles en Haïti indiquent que 80 % des élèves redoublent au moins une fois.
Le système agit donc comme un entonnoir. Par exemple, sur 100 élèves entrant en première année, seulement 3 arrivent en philo.

#### Les sur-âgés du SEH
Les sur âgés (enfants âgés de plus de 14 ou 15 ans à l’école primaire demeurent un problème majeur entravant la bonne marche du SEH. En effet, ils représentent, en Haïti, presque la moitié des effectifs de l’enseignement fondamental. Ce fait réduit la capacité d’accueil des établissements, et entraîne des problèmes pédagogiques sérieux, de la gouvernance, etc.
Le cas des élèves sur âgés constitue un phénomène particulier du système d’éducation haïtien et explique en grande partie l’écart important constaté entre le taux brut et le taux net de la scolarisation.
Le taux brut de scolarisation primaire est de 57 % pour le préscolaire, 76 % pour le cycle primaire.

Environ 380 000 enfants âgés de 6 à 11 ans ne fréquentent pas l'école. 72 % des élèves de première année dans les zones rurales sont trop âgés ; 38 % des enfants entre 7 et 18 ans n'ont jamais été à l'école.
Les distances trop longues à parcourir, difficultés économiques sévères… amènent les parents à différer l’entrée des enfants à l’école, et explique en partie le phénomène des sur âgés. Avec le taux élevé des redoublements, la situation s’aggrave au cours de la scolarité pour atteindre 88,7 % de sur âgés en CM2 avec un âge moyen de 15,3 ans. « Sur les 2 millions d’enfants fréquentant le niveau fondamenseulement ont l’âge  requis dans le premier cycle (6 -11 ans) ».
« On estime que plus de 1 500 000 élèves, soit 72 % des effectifs des deux premiers cycles du fondamental sont des sur âgés. Ce phénomène des sur âgés, caractéristiques du système, limite les places disponibles dans les écoles, affecte l’efficacité interne du système et décourage les élèves, favorisant ainsi la déperdition scolaire. Il est donc essentiel de pouvoir améliorer leur flux dans les établissements. Pour cela, un grand nombre d’enfants sur âgés se verront orienter vers des programmes de formation accélérée ».

## Formation à distance
La formation à distance est définie comme une formule pédagogique qui permet d’acquérir des connaissances et de développer des habiletés sans avoir à se présenter à l’école et sans la présence physique d’une personne qui enseigne. La résidence ou tout autre lieu devient l’école et le matériel didactique devient l’enseignement. Autrefois, on parlait de cours par correspondance parce que l’essentiel des échanges entre la personne qui étudiait et l’institution de formation se faisait par écrit et par la poste.
Aujourd’hui, l’émergence d’une multitude de nouveaux moyens pour médiatiser un cours et pour communiquer avec les apprenants se réfère désormais à la formation à distance. Du nombre des nouveaux moyens utilisés dans la Formation à Distance, il convient de citer : imprimé, CD, DVD, Internet, etc. Bien que le matériel didactique de la formation à distance soit conçu pour que les apprenants puissent cheminer seuls, ces derniers ne sont en réalité jamais complètement livrés à eux-mêmes. En effet, ils peuvent bénéficier de l’encadrement de certaines personnes ressources appelées « Tuteurs ou Tutrices ».

### Évolution de la formation à distance en Haïti
Plusieurs Institutions ont œuvré dans la Formation à Distance en Haïti notamment :

#### Mission Adventiste d’Haïti
Depuis l’année 1968, la Mission Adventiste d’Haïti offre à la population haïtienne des cours bibliques par correspondance. Ces cours sont livrés sous forme d’un petit fascicule de deux feuilles présentant des thèmes d’études et des questions d’évaluation liées à des contenus bibliques. En 19, ce programme comptait 11 164 étudiants régulièrement inscrits dont 6 777 actifs.

#### La radio éducative
Créée le 6 décembre 1972, cette structure se donnait pour objectif principal de contribuer à l’amélioration de la qualité de l’enseignement. Depuis plusieurs années, elle est devenue un centre de production de programmes radiophoniques et télévisuels éducatifs. Elle sert surtout d’organes de diffusion lors des campagnes ponctuelles d’information, de motivation et de sensibilisation de la population sur certains sujets tels les examens d’État, les catastrophes naturelles etc.

#### La Conférence épiscopale d'Haïti
Le 30 avril 1978, la Conférence épiscopale d'Haïti inaugurait la station de radio de l’Église catholique dénommée : Radio Soleil. Elle avait pour principaux objectifs :
- servir de pont de solidarité entre les couches de la société ;
- faciliter le développement intégral du citoyen haïtien dans toutes ses dimensions ;
- promouvoir l’alphabétisation des couches défavorisées.

#### La Fondation Haïtienne de l’Enseignement Privé
Depuis l’année 1990, la FONHEP a développé un programme de Formation à Distance destiné aux élèves des classes 2e, 3e et 4e année du fondamental portant sur les mathématiques et la lecture créole, à travers des émissions de Radio Scolaire Interactive. En intégrant les stratégies d’apprentissage actif dans les émissions, la FONHEP a pu atteindre 427 Écoles et 50 484 élèves avec ces programmes.
Avec la massification de l’École Haïtienne et le nombre de Maitres à former dans les coins les plus reculés du pays, la Formation à Distance pourrait se révéler une alternative intéressante avec le moindre coût possible.

## L’éducation spéciale
La problématique de l’offre des services éducatifs aux enfants et jeunes vivant avec un handicap quelconque (handicap physique, déficiences intellectuelles…) est l’un des grands défis auxquels l’État haïtien veut s’attaquer dans le cadre de la refondation et de la reconstruction du système d’éducation. Pour y parvenir, il se propose d’offrir graduellement à tous les enfants à besoins spéciaux une « éducation spéciale » fondée sur leurs besoins. Les stratégies envisagées par le gouvernement consistent à rendre accessible et adapté l’environnement physique de l’école à ces enfants et à y créer les conditions nécessaires à leur apprentissage et leur développement intellectuel.

À partir du séisme du 12 janvier 2010, cette problématique a pris une ampleur extraordinaire et nécessite une réponse adéquate et de nouvelles écoles offrant un encadrement nécessaire pour l'émancipation des gens aux besoins spéciaux.

À noter qu’il ne s’agit pas pour le moment d’un sous-secteur

## Religion et éducation
L’identité nationale de l’Haïtien à travers son système éducatif a toujours soulevé des questions en fonction du contrôle exercé par la religion sur l’enseignement en Haïti depuis l’indépendance. Ainsi plusieurs scientifiques post modernes dont: Thomas Kuhn (1962), Gilles Bourgain (2011) vont même proposer de « sortir de la religion ». De son côté dans son ouvrage l’éthique protestante montre également la pertinence de « l’agir en communauté » ou la religion joue un rôle important. Pourtant l’ancrage de la religion dans toutes les sphères de la société haïtienne notamment dans l’éducation demeure de plus en plus important. Quelle est donc l’explication de ce phénomène séculaire en Haïti ? Appréhender éducation et religion en tant qu’objet d’étude demeure pour nous une préoccupation compte tenu de la dimension éthique, morale, politique liée a une telle entreprise
Au moment de la colonisation l’éducation était reléguée au second plan compte tenu du système esclavagiste établi à l’époque. Après l’indépendance, les diverses constitutions élaborées dans le pays ont accordé une place importante à l’éducation. Cependant, la rareté des ressources à laquelle faisait face la jeune république rendait irréalisable les vœux des dirigeants de l’époque. Ainsi, la religion catholique allait s’ancrer dans l’éducation compte tenu de l’absence de « légitimité institutionnelle » dans ce pays ravagé par deux siècles de stagnation politique, l’Église Catholique de par son influence considérable dans le secteur de l’éducation supplanta l’État et avec la signature du concordat de 1860 entre l’État haïtien l’église catholique allait renforcer cette mainmise de cette dernière sur le secteur éducatif en Haïti. L’arrivée des méthodistes comme une secte protestante en Haïti vers les années 1939 allait envenimer les relations entre ces deux sectes religieuses dans la mesure où leur présence représentait un équilibre des forces religieuses dans l’enseignement en Haïti. « Dans les années 1970 à 1985 la population protestante se chiffrerait à 16,2 % et déjà en 1996 39 % des habitants de la zone métropolitaine se déclaraient contre 49,6 % de catholique » : l’auteur poursuit pour expliquer que « les services nombreux apportées par les églises protestantes : écoles, aides au développement, programme agricoles, hôpitaux… ».
Pourtant cette situation n’a pas vraiment diminué les inégalités scolaires dans le pays. C’est ce qui explique l’inquiétude: « L’enseignement notamment, longtemps dans les mains religieuses, justifiait idéologiquement l’inégalité » Page 317.
Somme toute, la religion en dépit de son apport considérable dans l’éducation en Haïti compte tenu des faiblesses de l’État qui est incapable de répondre à la demande scolaire qui ne fait qu’augmenter. Le système éducatif haïtien modelé sur la conception des religieux occidentaux implantés en Haïti au début du XIXe siècle n’a pu que provoquer qu’échec scolaire en fonction de leur inadaptation de la « forme scolaire » et l’organisation scolaire qui favorisent l’inégalité.